# كورجون سرديني
كورجون سرديني (الاسم العلمي: Coregonus sardinella) (بالإنجليزية: Sardine cisco)‏ هو نوع من الأسماك يتبع جنس الكورجون من فصيلة سمك السلمون.